# 石頭夢
《石頭夢》（英語：Stone Dream），由胡台麗導演，台灣民族誌影像學會出版，於2004年上映的臺灣紀錄片。本片是繼1967年陳耀圻導演拍攝的《劉必稼》以後第二部以劉必稼為拍攝對象的紀錄片。

## 作品介紹
影片拍攝主角劉必稼，是1940年代隨著國民政府來台的軍人，退伍前參與了東部開發大隊，當時主要任務是將河川地開闢為農田。他在1967年被當時學生身分的陳耀圻導演紀錄拍攝成同名作品《劉必稼》，這部作品被譽為台灣第一部「真實電影」。
而胡台麗在1986年花蓮木瓜溪旁從事榮民研究，在調閱光華農場資料時，遇見了七、八十歲的劉必稼。於是自1999年起開始進行訪談拍攝，2004年完成，影片以第一人稱的旁白，描繪這群在花蓮落地生根的外省老兵，與他們來自台灣不同族群的婚配關係所形成的新移民聚落。影片觸及了父子、生養、原漢、台灣中國認同等議題，除了記錄劉必稼與繼子阿興的互動之外，也記錄了阿興與當地的朋友們賞玩花蓮特產的玫瑰石。「石頭」成為影片中主要串聯父親抬石開墾荒地與兒子撿拾石頭賞玩的重要象徵。

## 參展紀錄
- 2004年荷蘭阿姆斯特丹國際紀錄片影展競賽片入選
- 2004金馬獎最佳紀錄片與最佳剪輯入選
- 2004金馬獎年度台灣最佳電影工作者獎
- 2004年金穗獎優等影片
- 2005年法國巴黎國際民族誌影展入選
- 2005年以色列南方國際影展入選
- 2005年義大利那努克影展入選
- 2006年德國哥丁根國際民族誌影展入選
- 2006日內瓦台灣電影節（日內瓦民族學博物館）入選
- 2006明尼蘇達亞洲紀錄片論壇開幕片（明尼蘇達大學高等研究院）入選

## 外部連結
- TaiwanDocs台灣紀錄片資料庫《石頭夢》介紹（繁體中文/英文） （页面存档备份，存于）
- 同喜文化《石頭夢》介紹（繁體中文） （页面存档备份，存于）
- 中研院民族學研究所. 退休研究人員 - 胡台麗 (Hu, Tai-Li)/著作目錄/影音作品（繁體中文） （页面存档备份，存于）